# Liparis bootanensis
Liparis bootanensis är en orkidéart som beskrevs av William Griffiths. Liparis bootanensis ingår i släktet gulyxnen, och familjen orkidéer. Inga underarter finns listade i Catalogue of Life.